# روي ويلكينز (لاعب كرة قدم أمريكية)
روي ويلكينز (بالإنجليزية: Roy Wilkins) هو لاعب كرة قدم أمريكية أمريكي، ولد في 26 ديسمبر 1933 في مقاطعة موري في الولايات المتحدة، وتوفي في 4 أكتوبر 2002.

## وصلات خارجية
- روي ويلكينز على موقع مرجع كرة القدم المحترفة.كوم (الإنجليزية)